# 岡山金属バット母親殺害事件
岡山金属バット母親殺害事件（おかやまきんぞくバットははおやさつがいじけん）は、2000年（平成12年）6月21日に岡山県で少年が母親を金属バットで撲殺した殺人事件。殺人の動機としては、高等学校の部活動でいじめを受けていたのが背景にあるといわれている。

## 事件の概要
本事件の犯人である岡山県内の公立学校の野球部員の少年（当時17歳・高校3年生）（以下、少年A）は事件前年の1999年の秋から日常的に後輩集団に自身の動作のまねをされたり、所属の野球部でからかわれるなどのいじめを受けていた。
事件当日の2000年6月21日は雨天のため高校の武道場で部活を行っていた。少年Aは練習中に、そばにいて普段から自身をからかうなどしていた後輩部員4人を突然バットで殴り重軽傷を負わせ、逃走。少年Aは自宅に戻った後、居間でテレビを見ていた母親（当時42歳）を別のバットでで殴打して殺害し、逃亡した。母親はほぼ即死状態だった。母親を殴打・殺害したのは自分が野球部員の少年を殺して殺人者になったと早合点し、そのまま母親が生きていれば不憫であると思ったためであるという。
午後5時40分ごろに学校から殴打事件の知らせを受けて帰宅した父（当時46歳）が、頭を殴られて倒れている母親を見つけた。近くに血のついた金属バットと、男子生徒が着ていたユニホームが脱ぎ捨てられていた。母親は病院に運ばれたが既に死亡していた。
少年Aはその後、携帯ゲーム機・ゲームソフト・ゲームの攻略本・B5判の家計簿・カードゲームおよび現金20万円を持ち、高校の修学旅行で行った北海道に向けて、京都府内から日本海側を経由するルートを自転車で逃走した。逃走中は高速道路の高架下などで一夜を過ごし、食事はコンビニエンスストアで購入したパンで凌ぎ生活費を500円以下に抑えていた。

## 事件の前日
1998年、少年Aは公立高校に入学した。学校では進学コースに在籍し、部活は野球部に入った。学校での印象はおとなしく、まじめな子だった。一方、授業などで自分の思い通りに行かないときに物に当たるなど短気な一面もあった。
本事件が起きる前日の2000年6月20日、夏の甲子園の地方大会が始まるのを前に、本事件後に重傷を負った部員から少年Aは「3年生はみんな（頭髪を）丸刈りにするのに、先輩はしないのか」と詰め寄られ、激しく反発したとされている。少年Aはまじめすぎたためか、日頃から柔道やプロレスの技をかけられたり、掛け声を真似されたり、練習中にボールをぶつけられたりと、後輩にからかわれていた。こうした不満が爆発して本事件が起きたと推測された。

## 殺害後
少年Aは「うるさい」などといった、母親を拒んでいるように受け取れる言葉を数冊のノートに書いていた。少年Aは母親が野球部のことなどに関心を寄せるのを嫌がっていたという。また、ノートに書いていた小説風の文章の主人公と同様に、少年Aが実際に昆虫やトカゲなどを引きちぎっていたことも新たに判明した。後輩部員からのからかいによる苦痛を、文章を書いたり昆虫を殺したりすることで発散しようとしていたことが推測されている。押収されたノートには、母親の実名入りで「○○○を狩った」と書かれていた。

## 捜査
岡山県警察刑事部捜査第一課は殺人事件と断定して牛窓警察署（現・瀬戸内警察署）に捜査本部を設置。また、行方不明になった少年が一連の事件に関与したと見て少年を指名手配、行方を捜索した。その後、目撃情報から少年が県外に逃走したと見て広島県と兵庫県に捜査員を派遣、管内のローラー作戦を開始した。
事件から16日後の7月6日、酒田警察署に「遊佐町で黒の自転車に乗った中学生風の男を見た。秋田方面に向かっている」と通報があったため、酒田警察署と秋田県警察が捜索を開始したところ、少年が秋田県本荘市内の国道を自転車で移動しているのを発見。本荘警察署（現・由利本荘警察署）に任意同行を求めたところ、容疑を認めたため、殺人未遂と傷害容疑で逮捕した。

## 逮捕後
動機について少年は以下の供述をした。
- 「後輩に丸刈りにしろと言われたので腹が立った」[23]
- 「殺すつもりでやった」[23]
- 「殺すつもりだったのは野球部員の4人のうちの一人だった。残る3人についても以前から快く思っていなかった」[24]
- 「（母を殺害したのは）母に殺人者の自分を見せて心配をかけたくなかったから」[23]

また、殺害を思い立った理由について「漫画を読んでいるうちに後輩を殺してやろうと思った」と今まで読んだ漫画から着想を得たと供述した。
2000年7月12日、少年の所属していた野球部の監督が部内で「軽いふざけ」行為があったことを事件発生前に把握していたと供述した。一方で「いじめ」との認識はなく、からかいについては他の教諭から指摘されて気付いたとも述べた。また、部員の保護者は「息子はいじめはしていないと言っている」といじめの存在を否定した。
2000年7月17日、岡山地検は少年が殺傷を思い立った経緯について詳細に調べるために拘置延長を岡山地裁に申し立てた。
2000年7月21日、岡山県警察捜査本部は少年を母親に対する殺人容疑で再逮捕した。
2000年8月7日、岡山地検は少年について「刑事処分相当」とする意見書を付けて殺人、殺人未遂、傷害の非行事実で岡山家裁に送致した。家裁送致を受けて弁護側は「母親の殺害は計画的なものではなかった」などと述べて情状酌量を求める方針を固めた。同日、少年の父親は「けがをされた後輩部員の方々やそのご両親には大変申し訳ないことをしたと思っております。深くおわび致します。また今回の事件で、同じ高校に通っている生徒、教職員、PTA、地域の方々に大変なご心配やご迷惑をおかけしたことを深くおわび致します。長男が妻に対しての殺人の罪で送致されたことについては、申し上げる言葉が見つかりません。今後とも、このことについては何も申し上げるすべがありませんので、ご理解下さるようお願いします。長男が今回自分が犯した事件の重大さを十分受け止めることができるよう、また家庭裁判所において適正な審判を受けることができるように、父親としてできる限りのことをしてやりたいと思っています。」というコメントを出した。

## 少年審判
2000年8月31日、岡山家裁（新井慶有裁判官）で第1回少年審判が開かれ、「長期間にわたる専門的な教育をして、育成するのが相当」として特別少年院送致の保護処分を決定した。収容期間については「2年～2年半」と付言した。
この決定に対し付添人弁護士は「継続的な嫌がらせがあったことなどを考慮された点に満足している。母親の殺害は未熟さの表れとみられ、個別的な指導ができるという意味でも妥当だ」と抗告をしない意向を示したため、9月15日に特別少年院送致の保護処分が確定した。

## 事件全記録廃棄
2022年10月、岡山家裁はこの事件の事件記録について、すべての記録を破棄していたことが報道機関の取材により発覚した。